# Jun'ichi Satō
Jun'ichi Satō (佐藤順一?, Satō Jun'ichi; Nagoya, 11 marzo 1960) è un regista e animatore giapponese.
Entrato di diritto fra i più importanti registi giapponesi d'animazione a partire dagli anni novanta per il suo influsso nel campo della commedia e del genere brillante, è noto soprattutto per le serie di grande successo Sailor Moon e Keroro. Il suo stile si caratterizza per la forte impronta comica, la presenza di un cast corale con personaggi fortemente caratterizzati ed i continui rimandi all'immaginario otaku. Collabora spesso con l'illustratrice e character designer Ikuko Itō, dal tratto morbido e curvilineo.

## Opere

### Anime
Le opere riportate di seguito si intendono dirette (o co-dirette) da Jun'ichi Satō solo se compare il segno "✓" nella colonna Regia generale. Nella colonna Altri ruoli sono indicate le eventuali altre mansioni di sui si è occupato Satō, nella colonna Note sono indicati dettagli tecnici, le collaborazioni ricorrenti con la character designer Ikuko Itō e i dettagli dell'eventuale edizione italiana.
Le opere sono elencate con titolo in kanji, rōmaji e traduzione; quelle edite anche in Italia sono indicate nella colonna Titolo in italiano.

#### Serie TV
| Anno | Titolo originale | Titolo italiano                              | Regia generale | Altri ruoli                                                                                                   | Note |
| ---- | --- | -------------------------------------------- | -------------- | --- | --- |
| 1981 | 1000年女王 1000 nen joō "La regina dei 1000 anni" | Queen Millennia - La regina dei mille anni   | -              | Direzione di produzione                                                                                       | Doppiato e distribuito da Yamato Video.                                                                               |
| 1982 | パタリロ! Patalliro! "Patalliro!" | -                                            | -              | Direzione di produzione                                                                                       | - |
| 1983 | ベムベムハンターこてんぐテン丸 Bemu-bemu hunter kotengu Tenmaru "Tenmaru il piccolo tengu, cacciatore di Bemu-bemu"                                                    | -                                            | -              | Storyboard, regia di episodi                                                                                  | - |
| 1984 | とんがり帽子のメモル Tongari bōshi no Memoru "Memoru dal cappello a punta"                                                                                             | Memole dolce Memole                          | -              | Storyboard, regia di episodi                                                                                  | Doppiato e distribuito da Merak Film, trasmesso da Mediaset.                                                          |
| 1985 | 機動戦士Zガンダム Kidō senshi Z Gundam "Il guerriero mobile Gundam Z"                                                                                                  | Mobile Suit Z Gundam                         | -              | Storyboard | Doppiato da ETS. |
| 1985 | はーいステップジュン Haai Step Jun "Ciaaao Step Jun" | Juny peperina inventatutto                   | -              | Storyboard, assistenza alla regia, regia di episodi                                                           | Doppiato e distribuito da MOPS Film.                                                                                  |
| 1986 | メイプルタウン物語 Maple Town monogatari "Le storie di Maple Town" | Maple Town - Un nido di simpatia             | ✓              | - | Co-regia con Hiroshi Shidara. Doppiato e distribuito da Deneb Film, trasmesso da Mediaset.                            |
| 1987 | ビックリマン Bikkuriman "Bikkuriman" | -                                            | -              | Regia di episodi                                                                                              | Collaborazione con Ikuko Itō.                                                                                         |
| 1989 | 悪魔くん Akuma-kun "Akuma-kun" | -                                            | ✓              | Storyboard | - |
| 1990 | 気ままにアイドル Kimama ni idol "Idol intenzionale" | -                                            | ✓              | - | - |
| 1990 | もーれつア太郎 Mōretsu Atarō "Il fiero Atarō" | -                                            | ✓              | - | Remake di un'omonima serie del 1969.                                                                                  |
| 1991 | きんぎょ注意報! Kingyo chūihō! "Attenzione al pesce rosso!" | -                                            | ✓              | Storyboard, regia di episodi                                                                                  | - |
| 1992 | 美少女戦士セーラームーン Bishōjo senshi Sailor Moon "La bellissima guerriera Sailor Moon"                                                                              | Sailor Moon                                  | ✓              | Storyboard, regia di episodi                                                                                  | Collaborazione con Ikuko Itō. Doppiato e distribuito da Deneb Film, trasmesso da Mediaset.                            |
| 1993 | 美少女戦士セーラームーンR Bishōjo senshi Sailor Moon R "La bellissima guerriera Sailor Moon R"                                                                         | Sailor Moon - La luna splende                | ✓              | Co-diretto con Kunihiko Ikuhara (Satō: episodi 1~13, Ikuhara: episodi 14~43).                                 | Deneb Film, trasmesso da Mediaset.                                                                                    |
| 1994 | 美少女戦士セーラームーンS Bishōjo Senshi Sailor Moon S "La bellissima guerriera Sailor Moon S"                                                                         | Sailor Moon e il cristallo del cuore         | ✓              | Storyboard, regia di episodi                                                                                  | Collaborazione con Ikuko Itō. Doppiato e distribuito da Deneb Film, trasmesso da Mediaset.                            |
| 1995 | 世界名作童話シリーズ・ワ～ォ！メルヘン王国 Sekai meisaku dōwa shirīzu - Wa-o! Meruhen ōkoku "La serie dei capolavori mondiali della fiaba - Wow! Il regno delle fiabe" | Le fiabe più belle                           | -              | Regia episodio 18                                                                                             | Collaborazione con Ikuko Itō. Doppiato e distribuito da Deneb Film, trasmesso da Mediaset.                            |
| 1995 | 美少女戦士セーラームーンSuperS Bishōjo senshi Sailor Moon SuperS "La bellissima guerriera Sailor Moon SuperS"                                                          | Sailor Moon e il mistero dei sogni           | -              | Storyboard, regia di episodi                                                                                  | Collaborazione con Ikuko Itō. Doppiato e distribuito da Deneb Film, trasmesso da Mediaset.                            |
| 1995 | 新世紀エヴァンゲリオン Shin seiki Evangelion "Evangelion del nuovo secolo"                                                                                             | Neon Genesis Evangelion                      | -              | Storyboard (con lo pseudonimo di Kiichi Hadame)                                                               | Doppiato e distribuito da Dynamic Italia, trasmesso da MTV.                                                           |
| 1996 | 美少女戦士セーラームーン セーラースターズ Bishōjo senshi Sailor Moon Sailor Stars "La bellissima guerriera Sailor Moon Sailor Stars"                                   | Petali di stelle per Sailor Moon             | -              | Storyboard, regista di episodi                                                                                | Doppiato e distribuito da Deneb Film, trasmesso da Mediaset.                                                          |
| 1996 | 天空のエスカフローネ Tenkū no Escaflowne "Escaflowne del cielo" | I cieli di Escaflowne                        | -              | Storyboard (con lo pseudonimo di Kiichi Hadame)                                                               | Doppiato e distribuito da Dynamic Italia, trasmesso da MTV.                                                           |
| 1997 | 夢のクレヨン王国 Yume no crayon ōkoku "Il regno dei pastelli dei sogni"                                                                                                | Luna, principessa argentata                  | ✓              | Regia di episodi                                                                                              | Doppiato e distribuito da Merak Film, trasmesso da Mediaset.                                                          |
| 1998 | カウボーイビバップ Cowboy Bebop "Cowboy Bebop" | Cowboy Bebop                                 | -              | Storyboard | Doppiato e distribuito da Dynamic Italia, trasmesso da MTV.                                                           |
| 1998 | 彼氏彼女の事情 Kareshi kanojo no jijō "Le situazioni di Lui & Lei" | Le situazioni di Lui & Lei                   | -              | Storyboard | Doppiato e distribuito da Dynamic Italia, trasmesso da MTV.                                                           |
| 1999 | 魔法使いTai! Mahō tsukai Tai! "Il club dei maghi!" | -                                            | ✓              | Storyboard, regista di episodi                                                                                | Collaborazione con Ikuko Itō.                                                                                         |
| 1999 | おジャ魔女どれみ Ojamajo Doremi "La strega pasticciona Doremi" | Magica DoReMi                                | ✓              | Regia di episodi                                                                                              | Doppiato e distribuito da Merak Film, trasmesso da Mediaset.                                                          |
| 2000 | ストレンジ・ドーン Strange Dawn "Strange Dawn" | Strange Dawn                                 | ✓              | Progetto originale, storyboard, regia di episodi, direzione del suono                                         | Co-regia con Shōgo Kōmoto. Doppiato e distribuito da Dynamic Italia.                                                  |
| 2000 | ゲートキーパーズ Gate Keepers "Gate Keepers" | -                                            | -              | Storyboard | - |
| 2001 | 新白雪姫伝説プリーティア Shin Shirayuki hime densetsu - Pretear "Pretear - La leggenda della nuova principessa Biancaneve"                                             | Pretear - La leggenda della nuova Biancaneve | ✓              | Progetto originale, storyboard                                                                                | Trasmesso da MTV. |
| 2002 | プリンセスチュチュ Princess Tutu "Princess Tutu" | Princess Tutu - Magica ballerina             | ✓              | Progetto originale, storyboard, regia di episodi                                                              | Collaborazione con Ikuko Itō. Doppiato e distribuito da Play Press.                                                   |
| 2003 | カレイドスター Kaleido Star "Kaleido Star" | Kaleido Star                                 | ✓              | Progetto originale, storyboard, regista di episodi                                                            | Doppiato da DREAM & DREAM, distribuito da Mediafilm.                                                                  |
| 2004 | ケロロ軍曹 Keroro gunsō "Sergente Keroro" | Keroro                                       | ✓              | - | Doppiato e distribuito da Merak Film, trasmesso da Mediaset.                                                          |
| 2005 | ふしぎ星の☆ふたご姫 Fushigiboshi no ☆ futago hime "Le principesse gemelle ☆ di Fushigiboshi"                                                                           | Twin Princess - Principesse gemelle          | ✓              | Storyboard | Co-regia con Shōgo Kōmoto. Doppiato e distribuito da Merak Film, trasmesso da Mediaset.                               |
| 2005 | ARIA The ANIMATION "ARIA The ANIMATION" | Aria - The Animation                         | ✓              | Composizione della serie, storyboard                                                                          | Doppiato da Raflesia, distribuito da Yamato Video, trasmesso dalla Rai.                                               |
| 2006 | ふしぎ星の☆ふたご姫 Gyu! Fushigiboshi no ☆ futago hime Gyu! "Le principesse gemelle ☆ di Fushigiboshi Gyu!"                                                            | Twin Princess - Principesse gemelle          | ✓              | Storyboard | Co-regia con Shōgo Kōmoto. Collaborazione con Ikuko Itō. Doppiato e distribuito da Merak Film, trasmesso da Mediaset. |
| 2006 | ARIA The NATURAL "ARIA The NATURAL" | Aria - The Natural                           | ✓              | Composizione della serie, storyboard                                                                          | Doppiato da Raflesia, distribuito da Yamato Video, trasmesso dalla Rai.                                               |
| 2007 | ロミオ×ジュリエット Romeo×Juliette "Romeo×Juliet" | Romeo × Juliet                               | -              | Supervisione del suono                                                                                        | Doppiato e distribuito da Yamato Video, trasmesso dalla Rai.                                                          |
| 2007 | スケッチブック 〜full color's〜 Sketchbook ~full color's~ "Sketchbook ~full color's~"                                                                                  | -                                            | -              | Supervisione generale, storyboard                                                                             | Collaborazione con Ikuko Itō                                                                                          |
| 2008 | ARIA The ORIGINATION "ARIA The ORIGINATION" | Aria - The Origination                       | ✓              | Composizione della serie, storyboard                                                                          | Collaborazione con Ikuko Itō. Doppiato da Raflesia, distribuito da Yamato Video, trasmesso dalla Rai.                 |
| 2008 | 墓場鬼太郎 Hakaba Kitarō "Kitaro dei cimiteri" | Kitaro dei cimiteri                          | -              | Storyboard | - |
| 2008 | しゅごキャラ!!どきっ Shugo Chara!! Doki... "Il Chara guardiano!! Tu-tum..."                                                                                            | Shugo Chara! - La magia del cuore            | -              | Supervisione                                                                                                  | Trasmesso da Mediaset.                                                                                                |
| 2008 | ヴァンパイア騎士Guilty Vampire Knight Guilty "Il cavaliere vampiro Guilty"                                                                                             | Vampire Knight Guilty                        | -              | Storyboard | Doppiato e distribuito da Kazé.                                                                                       |
| 2008 | スキップ・ビート! Skip Beat! "Skip Beat!" | -                                            | -              | Storyboard | - |
| 2009 | うみものがたり〜あなたがいてくれたコト〜 Umi monogatari ~Anata ga ite kureta koto~ "Storia di mare ~Tu eri lì per me~"                                                 | -                                            | ✓              | Storyboard, direzione del suono                                                                               | - |
| 2009 | キディ・ガーランド KIDDY GiRL-AND "KIDDY GiRL-AND" | -                                            | -              | Storyboard, direzione del suono                                                                               | - |
| 2010 | 迷い猫オーバーラン! Mayoi neko overrun! "Gatto randagio overrun!" | -                                            | -              | Regia di episodi, storyboard                                                                                  | - |
| 2011 | 異国迷路のクロワーゼ The Animation Ikoku meiro no croisée The Animation "Il crocevia di un labirinto straniero"                                                        | -                                            | -              | Composizione della serie, sceneggiatura, storyboard, direzione del suono, paroliere per la canzone Takaramono | - |
| 2011 | ファイ・ブレイン 神のパズル Phi Brain Kami no puzzle "Phi Brain, il puzzle di Dio"                                                                                     | -                                            | ✓              | Storyboard | - |
| 2011 | たまゆら〜hitotose〜 Tamayura ~hitotose~ "Riverbero luminoso ~primo anno~"                                                                                             | -                                            | ✓              | Composizione della serie, sceneggiatura, storyboard, direzione del suono                                      | - |
| 2012 | ファイ・ブレイン 神のパズル 第2シリーズ Phi Brain Kami no puzzle Dai 2 series "Phi Brain, il puzzle di Dio 2ª serie"                                                   | -                                            | -              | Composizione della serie, storyboard                                                                          | - |
| 2013 | たまゆら〜もあぐれっしぶ〜 Tamayura ~More Aggressive~ "Riverbero luminoso ~More Aggressive~"                                                                           | -                                            | ✓              | Composizione della serie, sceneggiatura, storyboard, direzione del suono                                      | - |
| 2014 | M3〜ソノ黒キ鋼〜 M3: sono kuroki hagane "M3: quell'acciaio nero" | -                                            | ✓              | Regia di episodi                                                                                              | - |
| 2016 | あまんちゅ！ Amanchu! "Amanchu!" | -                                            | ✓              | Regia di episodi                                                                                              | - |
| 2018 | ＨＵＧっと！プリキュア HUGtto! Pretty Cure | -                                            | ✓              | Regia di episodi                                                                                              | - |
| 2021 | トロピカル～ジュ！プリキュア Tropical-Rouge! Pretty Cure | -                                            | -              | Storyboard | - |
| 2021 | ワッチャプリマジ! Waccha PriMagi! | -                                            | ✓              | Direttore esecutivo, storyboard degli episodi 4, 13, 23, 50                                                   | - |

#### Film
| Anno | Titolo originale | Titolo italiano                                | Regia generale | Altri ruoli                        | Note |
| ---- | --- | ---------------------------------------------- | -------------- | ---------------------------------- | --- |
| 1983 | ねむり姫 Nemuri hime "La principessa addormentata" | La bella addormentata                          | ✓              | -                                  | Cortometraggio della serie Le più famose favole del mondo. |
| 1985 | とんがり帽子のメモル Tongari bōshi no Memoru "Memoru dal cappello a punta" | -                                              | -              | Regia di unità                     | Cortometraggio. Tratto della serie TV Memole dolce Memole, inedito in italiano. |
| 1988 | ビックリマン 無縁ゾーンの秘宝 Bikkuriman - Musen Zone no hihō "Bikkuriman - Il tesoro segreto della Muen Zone" | -                                              | ✓              | -                                  | - |
| 1989 | 劇場版悪魔くん Gekijōban Akuma-kun "Akuma-kun - Il film" | -                                              | ✓              | -                                  | - |
| 1990 | 悪魔くん ようこそ悪魔ランドへ！！ Akuma-kun - Yōkoso Akumaland e!! "Akuma-kun - Benvenuti ad Akumaland!!" | -                                              | ✓              | -                                  | - |
| 1992 | 劇場版きんぎょ注意報 Gekijōban Kingyo chūihō! "Attenzione al pesce rosso! - Il film" | -                                              | ✓              | -                                  | - |
| 1994 | おさわが！スーパーベビー Osawaga! Super Baby "Osawaga! Super Baby" | -                                              | ✓              | -                                  | Cortometraggio. |
| 1995 | ユンカース・カム・ヒア Junkers Come Here "Junkers Come Here" | -                                              | ✓              | -                                  | - |
| 1997 | ゲゲゲの鬼太郎 おばけナイター Gegege no Kitarō - Obake Nighter "Kitaro che fa 'Gegege' - Partita in notturna degli spiriti" | -                                              | ✓              | -                                  | Cortometraggio. Tratto dalla serie Kitaro dei cimiteri, inedito in italiano. |
| 1997 | 新世紀エヴァンゲリオン 劇場版 THE END OF EVANGELION Air/まごころを、君に Shin seiki Evangelion gekijōban - THE END OF EVANGELION Air/Magokoro wo, kimi ni "Il vangelo del nuovo secolo - Il film: THE END OF EVANGELION Air/Tutto il mio essere, per te"        | Neon Genesis Evangelion: The End of Evangelion | -              | Storyboard                         | Doppiato e distribuito da Panini Video. |
| 2001 | スレイヤーズぷれみあむ Slayers Premium "Slayers Premium" | -                                              | ✓              | Sceneggiatura, direzione del suono | - |
| 2006 | 超劇場版 ケロロ軍曹 Chō gekijōban Keroro gunsō "Sergente Keroro - Il super film" | -                                              | ✓              | Produzione esecutiva               | Regia di unità di Nobuhiro Kondō, ma Jun'ichi Satō è accreditato in questo e in tutte le serie TV e i film lungometraggi e cortometraggi di Sergente Keroro come regista generale poiché responsabile per l'intero franchise.                                          |
| 2007 | 超劇場版ケロロ軍曹2 深海のプリンセスであります! Chō gekijōban Keroro gunsō 2: Shinkai no princess de arimasu! "Sergente Keroro - Il super film 2: la principessa dell'oceano, signorsì!"                                                                        | -                                              | ✓              | Produzione esecutiva               | Regia di unità di Susumu Yamaguchi. Preceduto dal cortometraggio Chibi Kero: Keroball no himitsu!? (ちびケロ ケロボールの秘密!?? "Piccolo Kero - Il segreto della Keroball!?") diretto da Nobuhiro Kondō.                                                              |
| 2008 | 超劇場版ケロロ軍曹3 ケロロVSケロロ 天空大決戦であります! Chō gekijōban Keroro gunsō 3: Keroro tai Keroro - Tenkū dai kessen de arimasu! "Sergente Keroro - Il super film 3: Keroro VS Keroro. Grande battaglia decisiva in cielo, signorsì!"                    | -                                              | ✓              | Produzione esecutiva               | Regia di unità di Susumu Yamaguchi. Preceduto dal cortometraggio Musha Kero: Ohirome! Sengoku Ran-sei dai battle!! (武者ケロ お披露目!戦国ラン星大バトル!!? "Samurai Kero: debutto! Grande battaglia sul pianeta Ran nell'epoca Sengoku!!") diretto da Nobuhiro Kondō. |
| 2009 | 超劇場版ケロロ軍曹 撃侵ドラゴンウォリアーズであります! Chō gekijōban Keroro gunsō: Gekishin Dragon Warriors de arimasu! "Sergente Keroro - Il super film: l'attacco Dragon Warriors, signorsì!"                                                                 | -                                              | ✓              | -                                  | Regia di unità di Susumu Yamaguchi. Preceduto dal cortometraggio Kero 0: Shuppatsu da yo! Zenin shūgo!! (ケロ0 出発だよ! 全員集合!!? "Kero 0: Dai che si parte! Ci siamo tutti!!").                                                                                    |
| 2009 | ヱヴァンゲリヲン新劇場版:破 Wevangeriwon shin gekijōban: Ha "Nuovo film di Evangelion: Rottura" | Evangelion: 2.0 You Can (Not) Advance          | -              | Storyboard                         | Doppiato e distribuito da Dynit |
| 2010 | 超劇場版ケロロ軍曹 誕生!究極ケロロ 奇跡の時空島であります!! Chō gekijō-ban Keroro gunsō tanjō! Kyūkyoku Keroro kiseki no jikūjima de arimasu!! "Sergente Keroro - Il super film: nascita! Keroro definitivo, la dimensione dell'isola dei miracoli, signorsì!!" | -                                              | ✓              | -                                  | Regia di unità di Susumu Yamaguchi. |
| 2013 | SHORT PEACE Short Peace "Short Peace" | -                                              | -              | Consulenza alla sceneggiatura      | - |
| 2018 | ペンギン・ハイウェイ Penguin Highway "Penguin Highway" | Penguin Highway                                | -              | Consulenza artistica               | Doppiato da Dynit, distribuito da Nexo Digital. |
| 2020 | 泣きたい私は猫をかぶる Nakitai watashi wa neko wo kaburu "La me che vuole piangere finge di essere una gatta" | Miyo - Un amore felino                         | ✓              | -                                  | Co-regia con Tomotaka Shibayama. Doppiato e distribuito da Netflix. |
| 2020 | 魔女見習いをさがして Majo minarai wo sagashite "Cercando l'apprendista strega" |                                                | ✓              | Storyboard                         | Co-regia con Haruka Kamatani. Uscita italiana annunciata, ma attualmente ancora inedita. |
| 2021 | ARIA The CREPUSCOLO "ARIA The CREPUSCOLO" | -                                              | ✓              | Sceneggiatura                      | Tratto della serie TV Aria. |
| 2021 | ARIA The BENEDIZIONE "ARIA The BENEDIZIONE" | -                                              | ✓              | Sceneggiatura                      | Tratto della serie TV Aria. |
| 2023 | 悪魔くん Akuma-kun "Akuma-kun" | -                                              | ✓              | -                                  | - |

#### OAV
| Anno | Titolo originale | Titolo italiano       | Regia generale | Note | Versione italiana                                                      |
| ---- | --- | --------------------- | -------------- | --- | ---------------------------------------------------------------------- |
| 1989 | 機動戦士ガンダム0080 ポケットの中の戦争 Kidō senshi Gundam 0080 Pocket no naka no sensō "Il guerriero mobile Gundam: la guerra in tasca"                                               | -                     | -              | storyboard (con lo pseudonimo di Kiichi Hadame)                                                            | -                                                                      |
| 1996 | 魔法使いTai! Mahō tsukai Tai! "Il club dei maghi!" | Il club della magia!  | ✓              | progetto originale sceneggiatura storyboard animazione produzione generale ✓                               | doppiato da Dynit distribuito da Dynit                                 |
| 1996 | 地獄堂霊界通信 Jigoku dō reikai tsūshin "Corrispondenza col tempio infernale nel mondo degli spiriti"                                                                                  | -                     | ✓              | - | -                                                                      |
| 2002 | ゲートキーパーズ21 Gate Keepers 21 "Gate Keepers 21" | -                     | -              | storyboard                                                                                                 | -                                                                      |
| 2004 | カレイドスター 新たなる翼－EXTRA STAGE－ Kaleido Star Arata naru tsubasa -EXTRA STAGE- "Kaleido Star: le nuove ali -EXTRA STAGE-"                                                      | -                     | ✓              | co-diretto con Yoshimasa Hiraike progetto originale                                                        | -                                                                      |
| 2004 | おジャ魔女どれみ ナ・イ・ショ Ojamajo Doremi Na·i·sho "La strega pasticciona Doremi Se·gre·to"                                                                                         | Magica Magica DoReMi  | ✓              | storyboard                                                                                                 | doppiato da Merak Film distribuito da Merak Film trasmesso da Mediaset |
| 2005 | カレイドスター Legend of phoenix ～レイラ・ハミルトン物語～ Kaleido Star Legend of phoenix ~Layla Hamilton monogatari~ "Kaleido Star: Legend of phoenix ~La storia di Layla Hamilton~" | -                     | ✓              | progetto originale direttore del suono                                                                     | -                                                                      |
| 2006 | カレイドスター ぐっどだよ! ぐぅーっど！ Kaleido Star Good da yo! Goooood!! "Kaleido Star è good! Goooood!!"                                                                            | -                     | ✓              | - | -                                                                      |
| 2007 | ARIA The OVA ～ARIETTA～ ARIA The OVA ~ARIETTA~ "ARIA The OVA ~ARIETTA~" | Aria The OAV: Arietta | ✓              | sceneggiatura storyboard                                                                                   | -                                                                      |
| 2010 | たまゆら Tamayura "Riverbero luminoso" | -                     | ✓              | progetto originale composizione della serie sceneggiatura storyboard direttore del suono (non accreditato) | -                                                                      |
| 2012 | わんおふ Wan Ofu "One Off" | -                     | ✓              | - | -                                                                      |
| 2014 | 絶滅危愚少女〜Amazing Twins〜 Zetsumetsu kigu shōjo: Amazing Twins | -                     | ✓              | - | -                                                                      |

#### ONA
| Anno | Titolo originale                         | Titolo italiano | Regia generale | Note                             | Versione italiana |
| ---- | ---------------------------------------- | --------------- | -------------- | -------------------------------- | ----------------- |
| 2009 | おんたま! Ontama! "Ontama!"              | -               | -              | supervisione direttore del suono | -                 |
| 2011 | ピュアドラゴン Pure Dragon "Pure dragon" | -               | ✓              | -                                | -                 |

### Manga
Jun'ichi Satō ha partecipato anche alla realizzazione di alcuni fumetti, collegati ai suoi anime, come sceneggiatore. Le note sono indicate dopo il punto e virgola ";", le collaborazioni con Ikuko Itō sono segnalate dal segno "✓".
- 1999 - Il club della magia! (魔法使いTai!?, Maho tsukai Tai!); soggetto ✓
- 2000 - Pretear - La leggenda della nuova Biancaneve (新白雪姫伝説プリーティア?, Shin Shirayuki-hime densetsu Purītia); soggetto
- 2003 - Princess Tutu (プリンセスチュチュ?, Purinsesu Chuchu); soggetto ✓